# Xã Fairplay, Quận Saline, Arkansas
Xã Fairplay (tiếng Anh: Fairplay Township) là một xã thuộc quận Saline, tiểu bang Arkansas, Hoa Kỳ. Năm 2010, dân số của xã này là 2.184 người.